# Distretto di Pativilca
Il distretto di Pativilca è uno dei cinque distretti della provincia di Barranca, in Perù. Si trova nella regione di Lima e si estende su una superficie di 260,24 chilometri quadrati.
Ha per capoluogo la città di Pativilca.